# Radziejów

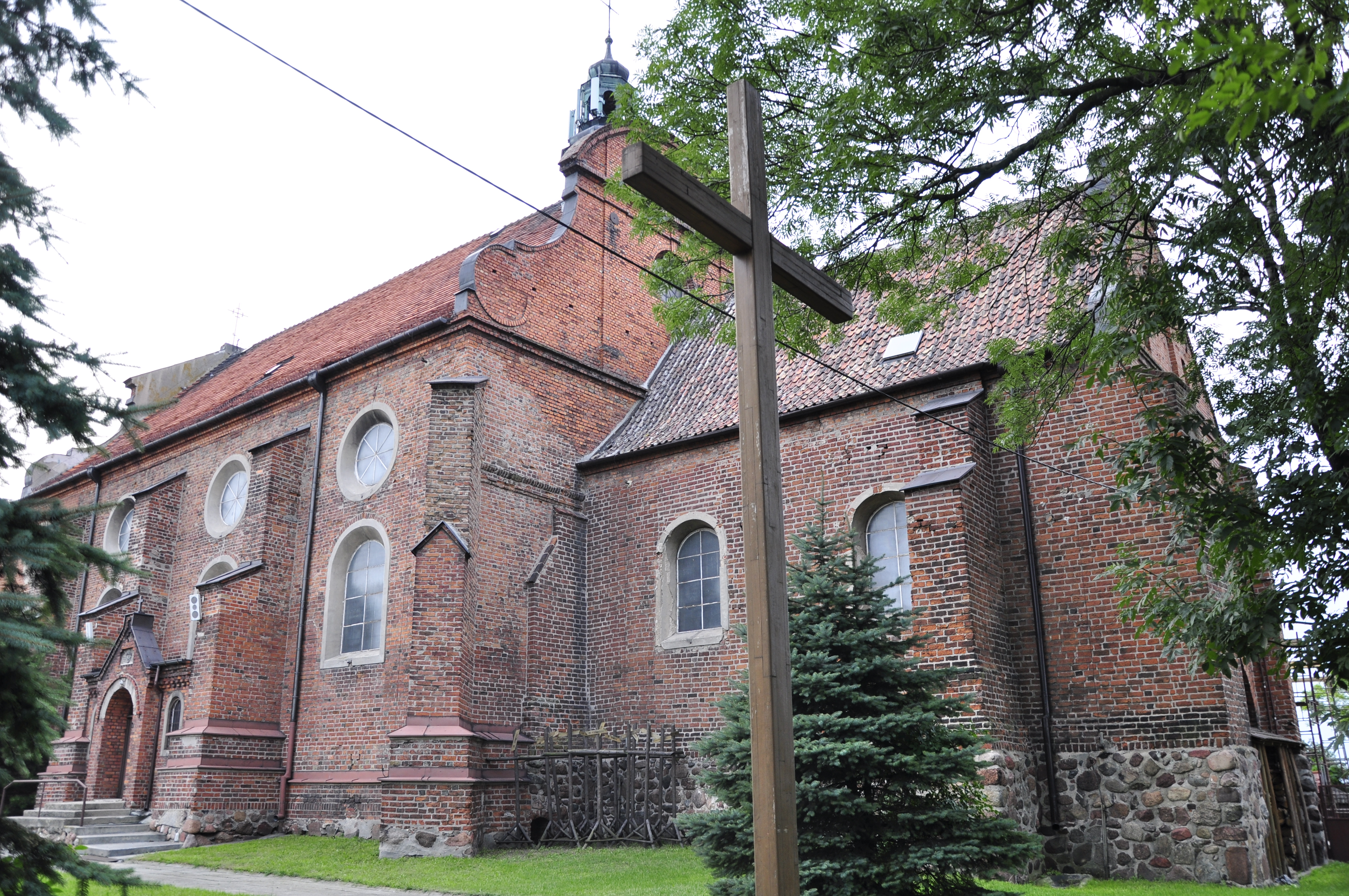
Ehemals gotische Kirche der Gemeinde der Heiligen Maria

Radziejów [raˈʥɛjuf] (deutsch 1943–1945 Rädichau) ist eine Stadt in der polnischen Woiwodschaft Kujawien-Pommern und liegt etwa 35 km westlich von Włocławek. Radziejów ist Sitz des Powiat Radziejowski und hat etwa 5600 Einwohner.

## Geschichte
Die älteste schriftliche Erwähnung als Radeow findet sich in einem Dokument von 1142, in dem die Übergabe des Ortes an das Kloster Mogilno bestätigt wurde. 1252 erfolgte die Erhebung Radziejóws zur Stadt, was auch 1298 bestätigt wurde. Im Jahr 1702 wurde das königliche Schloss, das bis dahin hier bestand, von den Schweden gesprengt. Nach der Dritten Teilung Polens kam Radziejów an Preußen, wurde aber in der Napoleonischen Zeit 1807 in das Herzogtum Warschau eingegliedert. Durch den Wiener Kongress wurde die Stadt 1815 dem neu errichteten Kongreßpolen angeschlossen, das selbst in Personalunion mit Russland verbunden war. Ein großer Brand zerstörte 1831 große Teile der Stadt. 1867 ging dann auch der Status als Stadt verloren. Erst 1919 folgte die neuerliche Stadterhebung. 1956 wurde der Landkreis Radziejów gegründet. Der Landkreis wurde 1975 aufgelöst, in der Verwaltungsreform Polens aber 1999 wieder eingerichtet.

## Sehenswürdigkeiten
- Gotische Kirche von 1331, verändert 1860–1864
- Franziskanerkloster aus dem 14.–18. Jahrhundert, darin Kirche zum Heiligen Kreuz von 1330–1331 und 1657
- Altes Rathaus von 1822–1826

## Gemeinde
Die Landgemeinde (gmina wiejska), zu welcher die Stadt Radziejów selbst nicht gehört, hat eine Fläche von 92,6 km², auf welcher 4360 Einwohner leben (31. Dezember 2020).
Zu ihr gehören folgende Ortschaften:
| polnischer Ortsname     | deutscher Ortsname           |
| ----------------------- | ---------------------------- |
| Bieganowo               | Biegenau                     |
| Biskupice               |                              |
| Broniewek               |                              |
| Broniewo                | Brönau (1940–1943 Brunsdorf) |
| Czołówek                | Schollau                     |
| Czołowo                 |                              |
| Kłonówek                |                              |
| Kwilno                  | Quillingen                   |
| Opatowice               |                              |
| Piołunowo               |                              |
| Płowce                  | Plattenfeld                  |
| Pruchnowo               |                              |
| Przemystka              |                              |
| Skibin                  |                              |
| Stare Płowki            | Plauken                      |
| Stary Radziejów         | Alträdichau                  |
| Stary Radziejów-Kolonia |                              |
| Szostka Duża            |                              |
| Tarnówka                |                              |
| Wąsewo                  | Wonsen                       |
| Zagorzyce               |                              |

## Verkehr
Der Bahnhof Radziejów Kujawski lag an der Schmalspurbahn Aleksandrów Kujawski–Sompolno.